# Jörg Lucke
Jörg Lucke   () és un remer alemany, ja retirat, que va competir sota bandera de la República Democràtica Alemanya durant les dècades de 1960 i 1970.
El 1968 va prendre part en els Jocs Olímpics d'Estiu de Ciutat de Mèxic, on guanyà la medalla d'or en la prova del dos sense timoner del programa de rem. Formà parella amb Heinz-Jörg Bothe. Quatre anys més tard, als Jocs de Múnic, guanyà una segona medalla d'or. en aquesta ocasió en la prova del dos amb timoner. Formà equip amb Wolfgang Gunkel i Klaus-Dieter Neubert.
En el seu palmarès també destaquen tres medalles en el Campionat del Món de rem, una d'or, una de plata i una de bronze, entre les edicions de 1966 i 1975. També guanyà tres medalles en el Campionat d'Europa de rem, una d'or i dues de plata, entre el 1969 i el 1973.